# Нурсеитов, Ултай Нурсеитович
Ултай Нурсеитович Нурсеитов — советский хозяйственный, государственный и политический деятель, Герой Социалистического Труда.

## Биография
Родился 13 августа 1928 года в селе Кенащи Володарского района Петропавловского округа. Член КПСС.
Окончил Казахский сельскохозяйственный институт, агрономический факультет.
В 1953—1958 гг. — главный агроном Грачёвской машинно-тракторной станции.
В 1958—1961 гг. — главный агроном Казанской районной инспекции сельского хозяйства. После ее реорганизации переведен на соответствующую должность в совхоз «Заветы Ильича» Айртауского района.
С 1 июля 1968 года — первый директор нового совхоза «Имантавский» Арыкбалыкского района Кокчетавской области Казахской ССР, созданного на базе птицефабрики имени газеты «Правда».
Указом Президиума Верховного Совета СССР от 24 декабря 1976 года за выдающиеся успехи, достигнутые во Всесоюзном социалистическом соревновании, проявленную трудовую доблесть в выполнении планов и социалистических обязательств по увеличению производства и продажи государству зерна и других сельскохозяйственных продуктов в 1976 году Нурсеитову Ултаю Нурсеитовичу присвоено звание Героя Социалистического Труда с вручением ордена Ленина и золотой медали «Серп и Молот».
Ученическая производственная бригада, организованная в совхозе под руководством Ултая Нурсеитовича, стала эффективной профориентацией учащихся. Более 70 процентов механизаторов представляли выпускники школ, получившие трудовую закалку. Здесь воспитано 80 ударников труда, свыше десяти обладателей значка «Отличник социалистического соревнования Казахской ССР», 16 — медали «За освоение целинных земель». Коллектив Имантавской ученической бригады был занесён в Золотую книгу целинной славы, награждён Почётной грамотой Верховного Совета Казахской ССР. Опыт бригады был одобрен коллегией Министерства просвещения СССР для широкого распространения в школах по всей стране.
У. Н. Нурсеитов 20 лет руководил совхозом «Имантавский», который вывел в передовые в СССР. Благодаря заботе директора более ста семей в центральной усадьбе вселились в новые благоустроенные дома. Были построены Дом культуры, школа, больница, клуб, ремонтная мастерская, пекарня и другие объекты. Улицы были заасфальтированы, озеленены, освещены. Благоустраивались отделения Цуриковка и Верхний Бурлук. Среднегодовая заработная плата рабочих превышала 1800 рублей. Люди гордились тем, что их директора глубоко уважали и считались с ним руководители области. В 1981 году награждён орденом Дружбы народов.
В 1988 году вышел на заслуженный отдых и переехал жить в областной центр город Кокчетав. В августе 1993 года по его инициативе, а также других известных аксакалов края, поддержанной президентом Казахстана, в честь 150-летия казахского композитора Акана сере Корамсаулы для его потомков на месте села Кенащи был построен новый современный аул, названный именем музыкального деятеля.
Избирался депутатом Кокчетавского областного Совета депутатов трудящихся (с 1977 года — народных депутатов), делегатом XXVIII съезда КПСС (1990), XIV съезда Компартии Казахстана (1976).
Умер 11 февраля 2008 года.

## Награды
Награждён орденами Ленина (24.12.1976), Трудового Красного Знамени (10.12.1973), Дружбы народов (19.02.1981), «Знак Почёта» (08.04.1971), медалями.
- награждён Почётной грамотой Верховного Совета Казахской ССР[1].

## Память
В Кокшетау на фасаде дома 28 по улице Кенесары, в котором в 1989—2008 годах проживал Герой, установлена мемориальная доска.